# Oliwia Kiołbasa
Oliwia Kiołbasa (nascuda el 26 d'abril de 2000) és una jugadora d'escacs polonesa.

## Resultats destacats en competició
Ha guanyat el Campionat d'Europa juvenil d'escacs femení sub-10 i va ser subcampiona del Campionat del món juvenil d'escacs femení sub-14.
La FIDE va concedir a Kiołbasa el títol de Mestra Internacional Femenina el 2016.
L'agost de 2021, Kiołbasa va acabar tercera al Campionat d'Europa individual femení d'escacs. Va obtenir la seva primera norma per al títol de Mestre Internacional (MI). Kiołbasa va guanyar una segona norma d'MI a la Polski Ekstraliga a l'octubre.
Kiołbasa va representar Polònia a l'Olimpíada d'escacs del 2022, on hi va guanyar les primeres nou partides. Va acabar el torneig amb 9,5 punts en 11 rondes. Va obtenir la seva tercera i última norma d'MI, i va obtenir així el títol. Va ser la millor jugadora individual de la prova femenina. Va derrotar l'MI Vaishali R, que va permetre que Polònia derrotés el primer equip de l'Índia. La seva única derrota va ser a l'última ronda contra la GM d'Ucraïna Anna Uixènina.
El maig de 2024, a Rzeszów es va classificar en el quart lloc del Campionat d'escacs femení de Polònia.